# Пјанети (Витербо)
Пјанети је насеље у Италији у округу Витербо, региону Лацио.
Према процени из 2011. у насељу је живело 11 становника. Насеље се налази на надморској висини од 245 м.